# Emiliano Capella
Emiliano Hernán Capella (Alcorta, provincia de Santa Fe, 23 de enero de 1985) es un futbolista argentino; se desempeña como defensor y su último club fue juventud católica universitaria y actualmente dirige a belgrano de san Nicolás de los arroyos,provincia de Buenos Aires 

## Trayectoria
Luego de realizar las divisiones inferiores en Rosario Central, llegó al primer equipo canalla en 2006; al no encontrar lugar en el mismo, fue cedido a préstamo a Aurora de Bolivia, club en el que se desempeñó durante seis meses para retornar a Central y ser nuevamente prestado al cuadro cochabambino a principios de 2008.
Comenzó después un derrotero por el ascenso de Argentina. En la temporada 2008-09 del Torneo Argentino B jugó para La Emilia, para tener un paso de dos años en el Torneo Argentino A con Sportivo Belgrano de San Francisco entre 2009 y 2011. A mediados de este último tuvo una nueva incursión en el exterior, al fichar por Deportivo Petare de Venezuela.
En 2012 se sumó a Ramón Santamarina de Tandil, institución en la que tendría un destacado accionar al coronarse campeón del Torneo Argentino A 2013-14 y conseguir el ascenso a la Primera B Nacional. En la segunda categoría del fútbol argentino defendió los colores de este club durante un año y medio más, pasando en 2016 a Gimnasia y Esgrima de Jujuy en la misma divisional. Continuó luego en Juventud Unida de Gualeguaychú, para disputar la temporada 2016-17 de la categoría. Al incorporarse a Juventud Unida Universitario de San Luis volvió a jugar en tercera división al participar del Torneo Federal A 2017-18.

## Palmarés
| Equipo            | País      | Título             | Año     |
| ----------------- | --------- | ------------------ | ------- |
| Ramón Santamarina | Argentina | Torneo Argentino A | 2013-14 |